# Magnus Westerlund
Carl Magnus Westerlund, född 29 november 1960 i Landskrona församling i Malmöhus län, är en svensk militär.

## Biografi
Westerlund växte upp i Falun och genomförde sin grundutbildning vid Kustjägarna 1979–1980. Han tjänstgjorde i svenska Cypernbataljonerna 1981–1982 och gick Marinens officershögskola 1983–1985, där han avlade marinofficersexamen 1985. Han var instruktör i Kustjägarskolan vid Vaxholms kustartilleriregemente 1983–1986 och utnämndes till fänrik där 1985. År 1987 gick han flygförarutbildning för helikopter, varefter han tjänstgjorde som flygförare, kompanichef och i divisionsstabstjänst vid 11. helikopterdivisionen 1987–1997. Han gick Allmänna kursen vid Marinens krigshögskola 1988–1989, varpå han befordrades till löjtnant 1989. Han gick Högre kursen vid Marinens krigshögskola 1992, befordrades till kapten 1992, gick Taktiska kursen vid Militärhögskolan 1994–1995 och befordrades till major 1995. Han tillhörde 1997–1999 Svea helikopterbataljon, gick Chefskursen vid Försvarshögskolan 1997–1999 och studerade vid Collège interarmées de defense i Paris 1998–1999. Han var chef för Marinens taktiska program vid Militärhögskolan Karlberg 1999–2000, adjutant åt försvarsministern 2000–2003 och som överstelöjtnant biträdande försvarsattaché vid ambassaden i Paris 2003–2004. Han tjänstgjorde vid Högkvarteret som samordningsansvarig gentemot Regeringskansliet 2004–2007.
Åren 2007–2014 tjänstgjorde Westerlund vid Försvarsmaktens helikopterflottilj: som stabschef 2007–2008, varefter han befordrades till överste 2008 och var ställföreträdande flottiljchef 2008–2009 och flottiljchef 2009–2014. Westerlund var försvarsattaché vid ambassaden i Paris 2014–2017, varpå han 2017 inträdde i reserven.
Magnus Westerlund invaldes 2010 som ledamot av Kungliga Örlogsmannasällskapet. Han höll sitt inträdesanförande den 23 mars 2011 under rubriken ”Återuppbyggnaden av operativ helikopterförmåga”.

## Utmärkelser

### Medaljer
- För nit och redlighet i rikets tjänst[källa behövs]
- Försvarsmaktens värnpliktsmedalj[källa behövs]
- Helikopterflottiljens (Hkpflj) förtjänstmedalj (HkpfljGM/SM)[källa behövs]
- Flygvapenfrivilligas förtjänsttecken (FVRFGFt)[källa behövs]
- Hemvärnets Petrimedalj (HvPetriSM/BM)[källa behövs]
- FN-medaljen (UNFICYP)[källa behövs]
- Helikopterflottiljens (2.hpkskv) minnesmedalj i silver (2HkpbatMSM)[källa behövs]
- Nobelpriset till FN:s fredsbevarande styrkors minnesmedalj (NobelFNSMM)[källa behövs]

### Övrigt
- Utbildningstecken för kustjägare m/60[källa behövs]
- Helikopterförarmärke m/60 (för f d marinens helikopterförare)[källa behövs]